# Frank Brommer

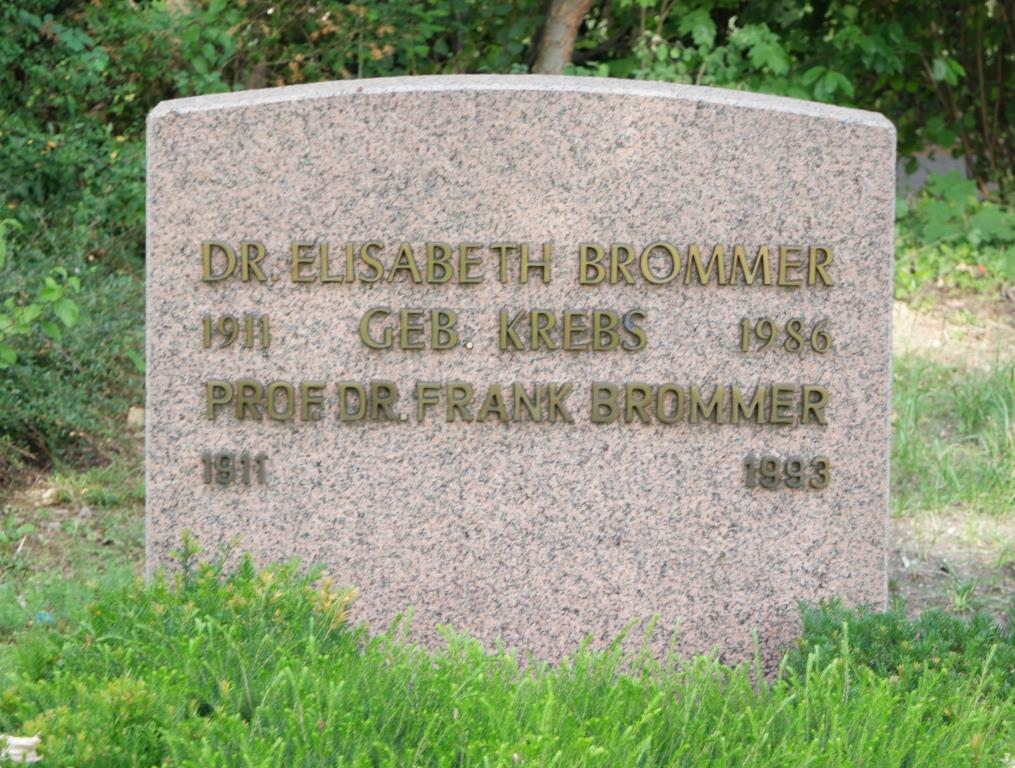
Grab von Frank Brommer auf dem Hauptfriedhof Mainz

Frank Brommer (* 8. September 1911 in Berlin; † 21. April 1993 in Koblenz) war ein deutscher Klassischer Archäologe.

## Werdegang
Frank Brommer wurde 1937 bei Ernst Buschor in München mit einer Dissertation über Satyroi promoviert. Anschließend erhielt er 1937/38 das Reisestipendium des Deutschen Archäologischen Instituts und arbeitete als Assistent an der Universität Marburg und als Wissenschaftlicher Referent an der Abteilung Athen des Deutschen Archäologischen Instituts. 1942 trat er in die Archäologische Gesellschaft zu Berlin ein, 1943 wurde er zum korrespondierenden Mitglied des Deutschen Archäologischen Instituts gewählt.
Von 1940 bis 1945 diente Brommer im Zweiten Weltkrieg. Daneben habilitierte er sich am 6. Dezember 1944 an der Universität Berlin. 1946 ging er als Assistent an die Universität Marburg, wo er die Venia legendi für Klassische Archäologie erwarb und 1951 zum außerordentlichen Professor ernannt wurde. 1958 nahm er einen Ruf auf den Lehrstuhl für Klassische Archäologie an der Universität Mainz als Nachfolger von Roland Hampe an, wo er bis zu seiner Emeritierung 1976 wirkte. Brommer war 1958 und 1962 Mitglied des Institute for Advanced Study in Princeton (New Jersey), 1978 Geddes-Harrower Professor in Aberdeen und Visiting Scholar am J. Paul Getty Museum in Malibu. Brommer war ordentliches Mitglied und zeitweise Mitglied der Zentraldirektion des Deutschen Archäologischen Instituts.
Frank Brommers Interessen galten in erster Linie der Plastik und Vasenmalerei des klassischen Griechenland, speziell den Mythendarstellungen. Allein vier seiner Bücher sind den Skulpturen des Parthenon auf der Akropolis von Athen gewidmet. Weite Verbreitung fanden seine Arbeiten über die Ikonographie einzelner Götter und Helden, so Herakles, Hephaistos, Theseus und Odysseus. Seine Auflistungen von Darstellungen zur griechischen Heldensage waren über Jahrzehnte unentbehrliche Arbeitsinstrumente. Die Schriften Frank Brommers werden von Objektbezogenheit und methodischer Strenge geprägt und geben auch komplizierte Sachverhalte klar und knapp wieder.
Seine private Antikensammlung schenkte er 1988 der Antikensammlung der Berliner Museen.
Frank Brommer war ab 1942 mit der Prähistorikerin Elisabeth geb. Krebs (1911–1986) verheiratet. Er ist der Vater der Biologin und Bibliothekarin Bettina Brommer (* 1944) und des Historikers und Archivars Peter Brommer (* 1945).

## Schriften (Auswahl)
- Satyroi. Triltsch, Würzburg 1937, DNB 579258289 (Philosophische Dissertation Universität München 1937, 70 Seiten mit Abbildungen).
- Herakles. Die 12 Taten des Helden in antiker Kunst und Literatur. Böhlau, Münster und Köln 1953.
- Vasenlisten zur griechischen Heldensage. Herakles, Theseus, Aigeus, Erechtheus, Erichthonios, Kekrops, Kodros, Perseus, Bellerophon, Meleager, Peleus. Elwert, Marburg 1956.
- Die Giebel des Parthenon. Eine Einführung. Zabern, Mainz 1959.
- Satyrspiele. Bilder griechischer Vasen. de Gruyter, Berlin 1959.
- Herakles. Die 12 Taten des Helden in antiker Kunst und Literatur. Wissenschaftliche Buchgesellschaft, Darmstadt 1972.
- Der Gott Vulkan auf provinzialrömischen Reliefs. Böhlau, Köln und Wien 1973, ISBN 3-412-84273-7.
- Hephaistos. Der Schmiedegott in der antiken Kunst. von Zabern, Mainz 1978, ISBN 3-8053-0334-3.
- Anekdoten und Aussprüche von deutschen Archäologen. Wasmuth, Tübingen 1979, ISBN 3-8030-1027-6.
- Die Parthenon-Skulpturen. Metopen, Fries, Giebel, Kultbild. von Zabern, Mainz 1979, ISBN 3-8053-0360-2.
- Konkordanzlisten zu alter Vasenliteratur. Elwert, Marburg 1979, ISBN 3-7708-0668-9.
- Göttersagen in Vasenlisten. Elwert, Marburg 1980, ISBN 3-7708-0680-8.
- Theseus. Die Taten des griechischen Helden in der antiken Kunst und Literatur. Wissenschaftliche Buchgesellschaft, Darmstadt 1982, ISBN 3-534-08784-4.
- Odysseus. Die Taten und Leiden des Helden in antiker Kunst und Literatur. Wissenschaftliche Buchgesellschaft, Darmstadt 1983, ISBN 3-534-09400-X.
- Herakles. Die unkanonischen Taten des Helden. Wissenschaftliche Buchgesellschaft, Darmstadt 1984, ISBN 3-534-01894-X.
- Die Akropolis von Athen. Wissenschaftliche Buchgesellschaft, Darmstadt 1985, ISBN 3-534-02847-3.